# Marc Anthony
Marco Antonio Muñiz, známý pod jménem Marc Anthony (16. září 1968, New York, USA) je americký zpěvák, herec a producent původem z Portorika. Za svou uměleckou kariéru získal řadu ocenění a jeho alb se po celém světě prodalo více než 12 milionů. Jeho nejlepším dílem byla písnička Rain Over Me.

## Osobní život
V roce 1994 se mu narodila dcera, s její matkou však nebyli manželé. Oženil se až roku 2000, kdy si vzal bývalou Miss Universe Dayanaru Torres, s níž má dva syny. V roce 2004 však bylo manželství rozvedeno. Jeho druhou manželkou se ještě téhož roku stala jeho dlouholetá přítelkyně Jennifer Lopez (on jejím třetím manželem). O čtyři roky později se jim narodila dvojčata. Anthony a Lopez oznámili odluku v červenci 2011, přičemž Anthony požádal o rozvod 9. dubna 2012. Jejich rozvod byl dokončen 16. června 2014, přičemž Lopez si ponechala primární péči o dvě děti.

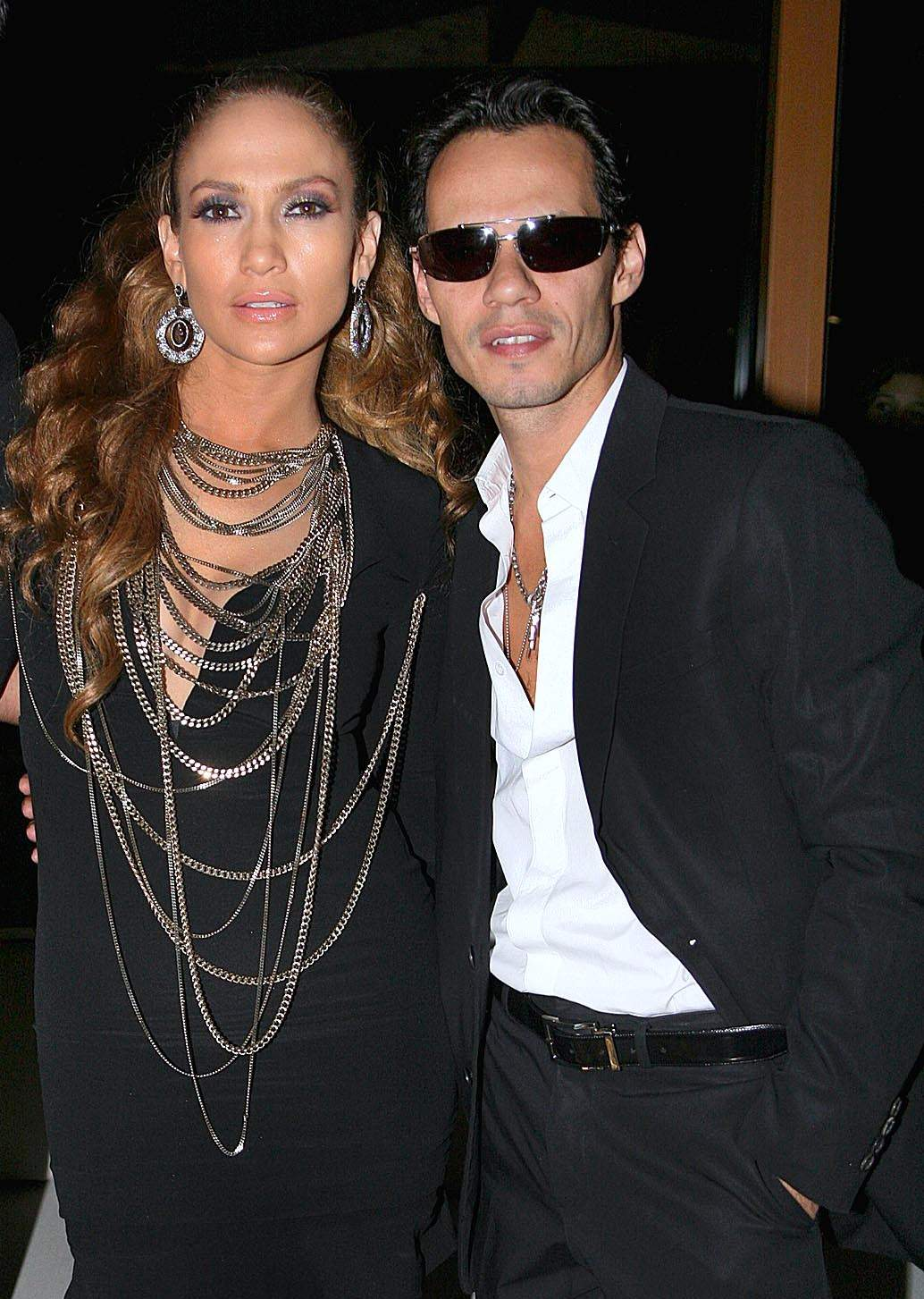
M. Anthony s bývalou manželkou Jennifer Lopez

## Diskografie
- Rebel (1988)
- When the Night is Over (1991)
- Otra Nota (1993)
- Todo a Su Tiempo (1995)
- Contra la Corriente (1997)
- Marc Anthony (1999)
- Libre (2001)
- Mended (2002)
- Amar Sin Mentiras (2004)
- Valió la Pena (2004)
- El Cantante (2006)
- Inconos (2010)[3]